# 三木一馬
三木一馬（日语：／ Miki Kazuma；1977年9月12日—），日本企業家、轻小说编辑。

## 生平
三木生於德島縣，畢業於德島市立高等學校、上智大學理工学部物理学科。2000年大學畢業後進入Media Works工作，2001年起擔任电击文库及《電擊文庫MAGAZINE》编辑部編輯、副主编、總編輯等職。2015年12月將自己擔任多個暢銷輕小說作家編輯的經歷寫成書，名為《只要有趣就夠了！發行累計6000萬冊——編輯工作目錄（Life Work）》（面白ければなんでもあり 発行累計6000万部——とある編集の仕事目録（ライフワーク））。2016年3月31日從角川公司離職，同年4月起擔任自己創辦的Straight Edge公司首任社長、EGG FIRM公司外部董事。

## 曾擔任編輯的作家及作品
- 愛染貓太郎
- 綾崎隼、
- 五十嵐雄策《乃木坂春香的秘密》（與和田敦共同擔任編輯）
- 入間人間《說謊的男孩與壞掉的女孩》、《電波女與青春男》、（與小山直子共同擔任編輯）
- 《撲殺天使朵庫蘿》（與和田敦共同擔任編輯）
- 乙野四方字《Minutes》
- 鎌池和馬《重裝武器》、《魔法禁書目錄》
- 川原礫《加速世界》、《刀劍神域》
- 上月司《大小姐×執事！》
- 佐島勤《魔法科高中的劣等生》
- 高橋彌七郎《A/B Extreme》、《灼眼的夏娜》、《實現之星》
- 長谷川啟介《死神的歌謠》
- 兵頭一步《超能奇兵：新盟約》
- 伏見司《第十三號的愛麗絲》、《我的妹妹哪有這麼可愛！》、《情色漫畫老師》、《貓娘姊妹》（與小原一哲共同擔任編輯）
- 御影瑛路《虛空之盒與零之麻理亞》、

## 著作
- KADOKAWA  ISBN 978-4048657150
- 《只要有趣就夠了！發行累計6000萬冊：編輯工作目錄》台灣角川 ISBN 9789864734603

## 外部連結
- （日語）株式会社ストレートエッジ 公式サイト（页面存档备份，存于）
- （日語）note.mu straightedge
- （日語）三木一馬的X（前Twitter）
- （日語）「面白ければなんでもあり」公式サイト（页面存档备份，存于）